# 朱幼㘧
清源庄简王朱幼㘧（1432年—1501年9月12日），别号懒云，明朝瀋康王朱佶焞嫡三子，母亲是王妃韩氏。瀋简王朱模孙，明太祖曾孙。明朝第一代清源王。

## 生平
正統八年（1443年）九月赐名。正統十二年（1447年）八月，明英宗遣駙馬都尉井源等為正使、吏部員外郎紀振等為副使，持節封朱幼㘧為清源王，北城兵馬副指揮王文的女兒為王妃。正統十三年（1448年）正月，朝廷賜朱幼㘧及其兄长瀋世子朱幼㙾、四弟遼山王朱幼墏儀仗等物。
景泰元年（1450年）四月，明代宗遣駙馬都尉焦敬等為正使、吏部右侍郎俞山等為副使，持節冊封王氏為清源王妃。景泰三年（1452年）三月，朝廷給朱幼㘧、朱幼墏歲祿各二千石，米鈔各半。
景泰六年（1455年）正月，朝廷应瀋、晋、秦王府各王之请求，赐朱幼㘧及朱幼㙾、朱幼墏、六弟內丘王朱幼𡐔、七弟廣宗王朱幼𡊍、八弟唐山王朱幼墧、九弟永年王朱幼塨等大紅織金紵絲紗羅各一匹。二月，賜朱幼𡐔、朱幼𡊍、朱幼墧、朱幼塨及世子妃趙氏、清源王妃王氏、遼山王妃秦氏、內丘王妃龔氏儀杖等物。
天順元年（1457年）十一月，朱幼㘧、朱幼墏上奏请求商稅鈔，明英宗命於潞城、屯留二縣歲額內各撥一年賜给。同月，因朱幼㘧等所请奏，朝廷赐给他一些菜戶、煤戶。
天顺二年（1458年）九月，朝廷命给朱幼㘧、朱幼墏校尉月糧。
天顺七年（1463年）八月，因英宗给恭让章皇后上尊谥，瀋庄王朱幼㙾想和朱幼㘧等七人入京道贺，英宗回信制止。
成化十年（1474年）六月，明宪宗敕封朱幼㘧繼妻申氏為王妃。
朱幼㘧的嫡四子朱詮鏴，起初被册封为镇国将军，后出继无嗣的堂叔父黎城王朱幼，惟其后朱诠鏴的兄长们都早逝无嗣，朱诠鏴仍归本宗。
弘治十四年（1501年）八月，朱幼㘧逝世。明孝宗闻讯，輟朝一日，按制度賜祭葬，谥莊簡。弘治十七年（1504年）十二月，子朱詮鏴受册袭封。
朱幼㘧博學能文詞，有《饮河集》二十五卷、《續集》八卷、《家訓》《詠史》若干卷。应潞州知州马暾所请，为阮勤作有《大明故南京刑部左侍郎进阶资善大夫致仕阮公墓铭》。時人稱瀋藩多才。

## 评价
- 《弇山堂别集》卷035：有才能。
- 《弇山堂别集》卷073：履正志和，平易不訾。

## 家庭

### 妻妾
- 王妃王氏
- 继妃申氏

### 子孙
- 长子朱詮銚，成化元年（1465年）三月赐名，[19]早亡
- 次子朱詮銲，成化元年（1465年）三月赐名，[19]早亡
- 三子、四子，早亡
- 嫡四子及第五子镇国将军→黎城奉祀镇国将军→清源荣僖王朱詮鏴
- 县主，仪宾刘昱[20]